# Cecilie af Mecklenburg-Schwerin
Cecilie af Mecklenburg-Schwerin (Cecilie Auguste Marie) (20. september 1886 – 6. maj 1954) var den sidste kronprinsesse af Tyskland. Hun var datter af Friedrich Franz III og Anastasia Mikhailovna af Rusland og søster til Dronning Alexandrine af Danmark. Gennem ægteskabet blev hun medlem af Huset Hohenzollern, gift med Wilhelm af Preussen og havde dermed titel som både Kronprinsesse af Tyskland og Kronprinsesse af Preussen.

## Fødsel og opvækst
Hertuginde Cecilie af Mecklenburg-Schwerin blev født den 20. september 1886 i Schwerin i Nordtyskland. Hendes fader var Storhertug Frederik Frans 3. af Mecklenburg-Schwerin og herskede over det store hertugdømme i Nordtyskland. Hendes mor var den russisk-fødte Storfyrstinde Anastasia Mikhailovna af Rusland, som var barnebarn af kejser Nikolaj 1. af Rusland.
Cecilie havde to ældre søskende: Alexandrine, der i 1898 blev gift med den senere kong Christian 10. af Danmark, og Frederik Frans, der efterfulgte sin far som storhertug af Mecklenburg-Schwerin.
Storhertug Frederik Frans havde et skrøbeligt helbred, og familien boede derfor ofte i Cannes i Sydfrankrig, hvor de besad en stor ejendom, Villa Wenden. Storhertugen døde pludseligt i 1897 som 46-årig.

## Ægteskab
Cecilie blev gift den 6. juni 1905 i Berlin med kronprins Wilhelm af Preussen. Parret fik seks børn:
1. Wilhelm af Preussen (1906-1940), gift 1933 med Dorothea von Salviati og fik to børn.
2. Louis Ferdinand af Preussen (1907-1994), gift 1938 med Kira Kirillovna af Rusland og fik syv børn.
3. Hubertus af Preussen (1909-1950), gift 1941 med baronesse Maria von Humboldt-Dachroeden og skilt 1943. Gift anden gang i 1943 med Magdalena Reusse af Köstritz og fik to børn.
4. Friedrich af Preussen (1911-1966), gift 1945 med Lady Brigid Guinness og fik fem børn.
5. Alecandrine af Preussen (1915-1980), ugift.
6. Cecilie af Preussen (1917-1975), gift 1949 med Clyde Harris og fik ét barn.

## Tysk kronprinsesse
Cecilie og Vilhelm boede i Berlin og Potsdam, hvor de havde residens i Marmorpalais, indtil familien opførte sit eget slot, Cecilienhof, der stod færdigt i 1917. Cecilie tilpassede sig hurtigt sin rolle og blev populær både i offentligheden og ved hoffet for sin åbne væremåde. Hun blev beskrevet som intelligent og naturligt smuk, blev et modeforbillede og var også engageret i socialt arbejde, især for kvinders uddannelse. Flere skoler og veje blev opkaldt efter hende.

## Senere liv
Da monarkiet i Tyskland blev afskaffet ved Novemberrevolutionen i 1918, nægtede Cecilie at følge sin mand og svigerforældre i eksil men foretrak at blive boende i Berlin med deres børn. Efter Første Verdenskrig gled Cecilie og Wilhelm fra hinanden, hovedsageligt på grund af Wilhelms udenomsægteskabelige forhold. Wilhelm fik i 1923 lov til at vende tilbage til Tyskland, men de genoptog ikke deres samliv. I løbet af 1930'erne levede ægtefællerne næsten totalt adskilt og mødtes kun ved store familiebegivenheder.
Cecilie var aktiv i flere velgørenhedsorganisationer frem til 1933, hvor nazisterne overtog alle organisationer. Hun levede derefter et afsondret liv på Cecilienhof i Potsdam, hvor hun beskæftigede sig med at organisere private koncerter, hvor mange berømte musikere var blandt deltagerne. Ved afslutningen af Anden Verdenskrig blev hun i februar 1945 overtalt til at forlade slottet og Potsdam og flygtede til Bayern.
Hun boede derefter i Bad Kissingen og 1952-1954 i en lejlighed i Stuttgart. Hun døde af et slagtilfælde i Bad Kissingen i 1954.

## Eksterne links
- Wikimedia Commons har flere filer relateret til Cecilie af Mecklenburg-Schwerin